# ویاچسلاو واسیلوسکی
ویاچسلاو واسیلوسکی (انگلیسی: Vyacheslav Vasilevsky؛ زادهٔ ۱۶ ژوئن ۱۹۸۸) جودوکار و ورزشکار هنرهای رزمی ترکیبی اهل روسیه است.